# Bakhàiev
Bakhàiev (en rus: Бахаев) és un poble (un khútor) de l'óblast de Lípetsk, a Rússia, que el 2013 tenia 34 habitants. Pertany al districte rural de Griazi.